# Dinetus duclouxii
Dinetus duclouxii là một loài thực vật có hoa trong họ Bìm bìm. Loài này được (Gagnep. & Courchet) Staples mô tả khoa học đầu tiên năm 1993.